# Chrysomphalus greeni
Chrysomphalus greeni är en insektsart som beskrevs av Leonardi 1914. Chrysomphalus greeni ingår i släktet Chrysomphalus och familjen pansarsköldlöss.
Artens utbredningsområde är Guinea. Inga underarter finns listade i Catalogue of Life.